# Aeletes sulcipennis
Aeletes sulcipennis är en skalbaggsart som beskrevs av Wenzel 1944. Aeletes sulcipennis ingår i släktet Aeletes och familjen stumpbaggar. Inga underarter finns listade i Catalogue of Life.